# Rotes Kreuz Krankenhaus Bremen

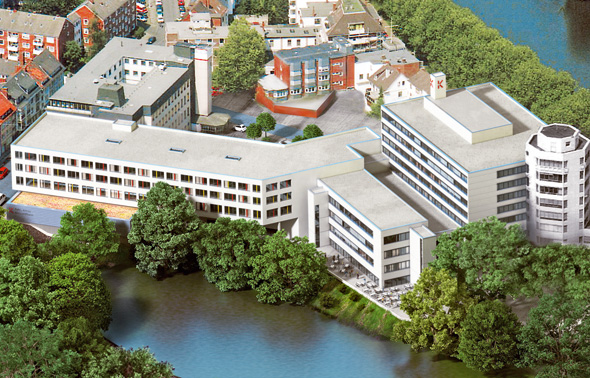
Rotes Kreuz Krankenhaus Bremen

Das Rotes Kreuz Krankenhaus Bremen (RKK) ist ein Klinikum in der Bremer Neustadt, direkt an der Kleinen Weser. Es ist als einzige Bremer Klinik seit Oktober 2005 Akademisches Lehrkrankenhaus der Medizinischen Hochschule Hannover. Das RKK deckt die Basis- und Notfallversorgung der gesamten Chirurgie und Inneren Medizin ab.

## Geschichte
Das Krankenhaus wurde im Jahr 1876 als Vereinskrankenhaus vom Roten Kreuz, einer Vorläuferorganisation des Deutschen Roten Kreuzes als gemeinnützige Einrichtung gegründet und nahm am 3. Juli in einem Neubau an der Osterstraße seinen Betrieb auf. Von Anfang an war ihm eine staatlich anerkannte Krankenpflegeschule angegliedert, für welche sich der Verein zur Ausbildung von Krankenpflegerinnen von 1872 an eingesetzt hatte. Mittel für notwendige Bauvorhaben wurden zum großen Teil von Bremer Bürgern aufgebracht. Aus Anlass seiner goldenen Hochzeit stiftete der Bremer Kaufmann Carl Schütte, Bruder von Franz Ernst Schütte, die Bausumme für einen kleinen Erweiterungsbau. Enrique Sattler brachte die moderne Chirurgie nach Bremen. Auf sein Betreiben kam 1910, nur 15 Jahre nach der Entdeckung der Röntgenstrahlen durch Wilhelm Conrad Röntgen, das erste Röntgengerät nach Bremen. 1926 erhielt es den Namen Willehadhaus vom Roten Kreuz nach Willehad, dem ersten Bischof von Bremen.
Als Georg Strube die Leitung des Hauses übernahm, bestand es nur aus Mutterhaus, Privathaus und einer Baracke. Unter seiner Leitung wurde das Haus stufenweise erweitert und ausgebaut. 1937 wurde das Krankenhaus dem Deutschen Roten Kreuz übereignet.
Nach Ende des Nationalsozialismus wurde 1945 das Vermögen auf die neu gegründete Stiftung Rotes-Kreuz-Krankenhaus Bremen übertragen und der Verein Bremische Schwesternschaft vom Roten Kreuz e.V. gegründet. Im Jahr 1949 trennte sich das Krankenhaus von der Schwesternschaft und wurde zu einer Stiftung privaten Rechts.
Im Jahr 1969 wurde am RKK die erste Dialyse-Einrichtung Bremens geschaffen und 1980 eine Schmerztherapie-Abteilung eingerichtet, die heute mit zwölf stationären Betten in Norddeutschland einzigartig ist.
Die Stiftungssatzung wurde 2004 neuverfasst und die Rotes Kreuz Krankenhaus Bremen gGmbH gegründet, die nunmehr den Krankenhausbetrieb übernimmt.

## Arbeit
Das Rotes Kreuz Krankenhaus versorgt nach eigenen Angaben etwa 36.000 Patientinnen und Patienten pro Jahr, davon ca. 11.000 stationär / teilstationär. Das Krankenhaus verfügt über 302 Betten auf 13 Stationen in elf Fachabteilungen und Zentren. Nach eigenen Angaben hat das RKK derzeit über 800 Mitarbeitende, davon 105 Ärzt:innen und 375 Gesundheits- und Krankenpflegerinnen und –Pfleger.

## Zentren und Fachabteilungen
- Gefäßzentrum mit Gefäßchirurgie / Radiologische Gefäßdiagnostik
- Rheumazentrum mit Tagesklinik / Ambulanz / Rheumachirurgie
- Orthopädie / zertifiziertes Endoprothetikzentrum (EPZ)
- Unfallchirurgie / Traumazentrum / BG
- Schmerzzentrum – Klinik für Schmerzmedizin mit stationären Betten
- Bluthochdruck-, Herz- und Nierenerkrankungen / Dialyse
- Kardiologie mit Herzkatheterlabor und 24-Stunden-Rufbereitschaft
- Allgemein* und Viszeralchirurgie / Behandlung von Tumoren im Magen-Darm-Trakt / zertifiziertes Hernienzentrum
- Klinik für Anästhesie und Intensivmedizin
- Ambulantes OP-Zentrum
- Physio K – gesund trainieren

Das Rheumazentrum für Bremen und das Schmerzzentrum mit 12 stationären Betten des RKK sind im Bremer Landeskrankenhausplan explizit ausgewiesen.

## Rettungswache
Eingemietet in Räumlichkeiten des RKK ist das Rettungszentrum 90 – Bremen Neustadt – mit zwei Rettungswagen (Ein Fahrzeug mit 24 Stunden Besetzung, ein Fahrzeug in 12 Stunden Besetzung Tagsüber von Sonntag bis Donnerstag sowie 24 Stunden Besetzung Freitag und Samstag).
Eingegliedert am Rettungszentrum sind die Desinfektoren des DRK Bremen, welche die Desinfektion und Reinigung der Stadtbremichen Rettungswagen der Leistungserbringer von ASB, JUH,  DRK sowie Berufsfeuerwehr übernehmen.